# Viva Communications
Viva Communications, Inc. (познатији као VIVA) је филипински мултинационални приватни конгломерат са седиштем у Ортигас Сентеру, Пасиг. Основао га је 1981. године Вик дел Росарио.